# マカレナ・ガルシア
マカレナ・ガルシア（Macarena García、1988年4月26日 - ）は、スペイン・マドリード出身の女優。夫は歌手のレイバ。

## 経歴
1988年にマドリードに生まれた。幼少期には体操競技を行い、少女期にはダンスにも取り組んだ。マドリード自治大学で心理学を専攻して卒業した。2013年にはパブロ・ベルヘル監督のサイレント映画『ブランカニエベス』に出演し、ゴヤ賞で新人女優賞を受賞した。2014年に歌手のレイバと結婚した。

## フィルモグラフィー
- 2013年 『ブランカニエベス』
- 2017年 『ホーリー・キャンプ！』
- 2019年 『列車旅行のすすめ』
- 2019年 『母の秘密』

## 受賞
- 2012年 ゴヤ賞新人女優賞